# Шкрда
Шкрда (хорв. Škrda) — небольшой необитаемый островок в хорватской части Адриатического моря. Относится к Задарской жупании Хорватии. Находится западнее Пага и отделён от него Маунским проливом шириной около трёх километров. В полутора километрах к юго-востоку от острова находится остров Маун, который образован той же возвышенностью морского дна, что и Шкрда.

## География

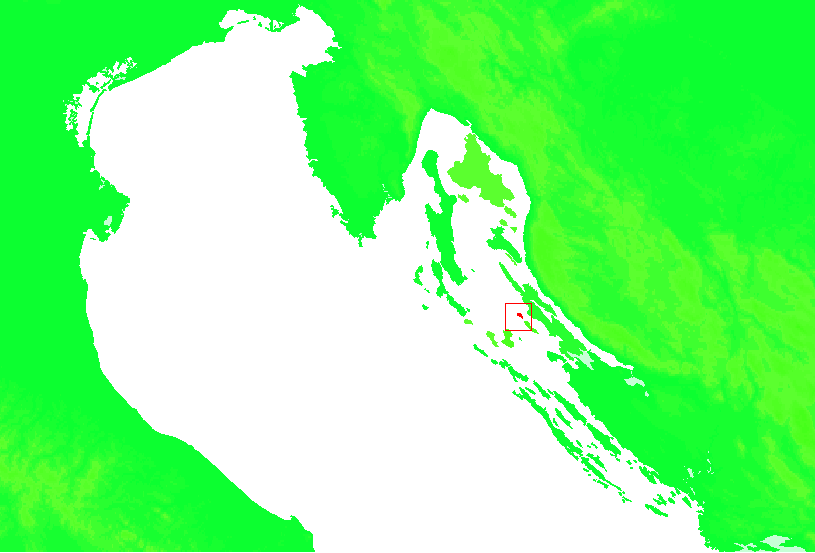
Карта острова Шкрда

Остров вытянут с северо-запада на юго-восток, параллельно адриатическому побережью Далмации. Длина острова — три километра, максимальная ширина — около одного километра. Длина береговой линии — 7177 метров, а площадь — 2,05 км². Шкрда имеет каплевидную форму и обращена острым концом в сторону Мауна.
Остров каменист, растительность низкорослая и довольно редкая. В прибрежных водах на камнях обитают морские ежи, что свидетельствует о чистоте моря в данной местности. Встречаются крабы.